# Trichoniscus stammeri
Trichoniscus stammeri är en kräftdjursart som beskrevs av Karl Wilhelm Verhoeff 1932. Trichoniscus stammeri ingår i släktet Trichoniscus och familjen Trichoniscidae. Inga underarter finns listade i Catalogue of Life.